# Alekséi Favorski

Alekséi Yevgráfovich Favorski (del ruso: Алексей Евграфович Фаворский) fue un químico ruso. Nacido el 20 de febrero de 1860 (3 de marzo según el calendario gregoriano) en Pávlovo, provincia de Nizhni Nóvgorod, muerto el 8 de agosto de 1945 en Leningrado.

## Vida
Favorski era hijo de un clérigo ortodoxo, y recibió su educación secundaria en Nizhni Nóvgorod y en Vólogda. Entre 1878 y 1882 estudió en la Facultad de Físico-Matemáticas de la Universidad Imperial de San Petersburgo. Luego consiguió un trabajo en el laboratorio químico Favorski la Universidad de Aleksandr Bútlerov, donde trabajó durante sus estudios.

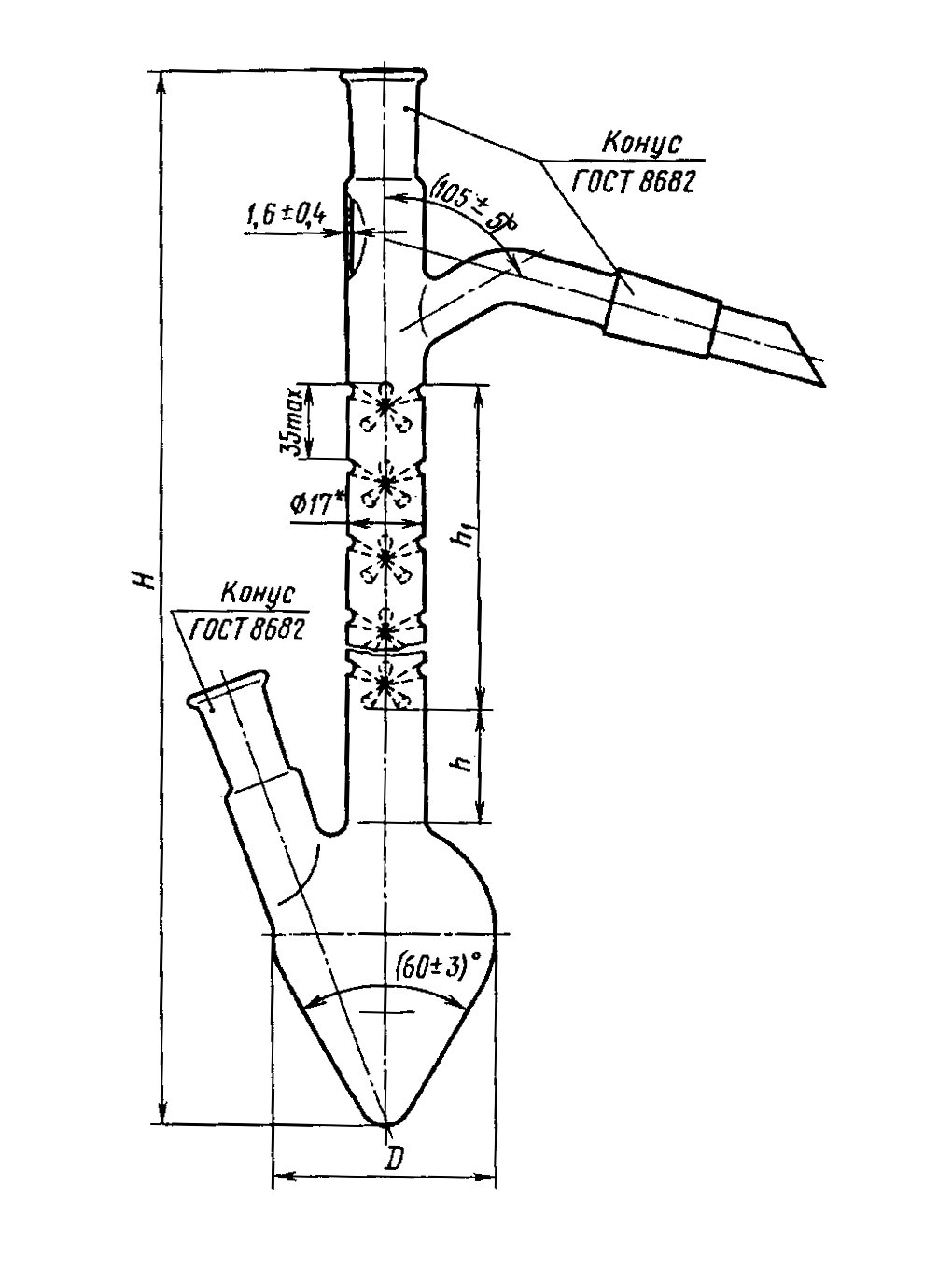
Matraz de Favorski - matraz inventado por Favorski.

En 1883 se fue como ayudante de laboratorio en el Primer Colegio de San Petersburgo y llevó además de continuar su trabajo en el laboratorio químico de la Universidad. A partir de 1886 fue asistente de laboratorio en el laboratorio técnico de la Universidad de San Petersburgo. Después de su tesis de doctoral sobre la química en el año 1891 recibió un nombramiento docente como profesor de Química Analítica de la Facultad de Física-Matemática.
En 1895 Favorski presentó su tesis sobre la química médica, y antes de comenzar el año siguiente era profesor en el Instituto de Ingeniería de Fabricación y Tecnología Química. En 1897, descubrió la ley de la reorganización intramolecular de conexiones α-halocarbonyl , conocida como reconfiguración de Favorskii.
Desde 1897 hasta 1908, trabajó simultáneamente en el Instituto Químico-Tecnológico de San Petersburgo, y fue cofundador del Instituto de Química Inorgánica, que de 1934 a 1938 fue su director. Entre 1900 y 1905 Favorski desarrollado un nuevo método para la síntesis de alquino - alcoholes, conocida como la reacción Favorskii.
A partir de 1901 se fue también editor de la Revista de la Sociedad Físico-química de Rusia.
Favorski publicó una serie de estudios científicos sobre la conversión de isómeros de los hidrocarburos no saturados en la Revista de la Federación de Rusia fisicoquímico Sociedad, algunos de los cuales apareció en alemán y para el cual el ruso físico-química, la sociedad con el "Premio Sokolov NN" a la excelencia.
En 1939 Favorskii desarrollado, un nuevo método para la síntesis de isopreno basado en acetileno y acetona a través del 2-metil-3-butin-2-ol y 2-metil-3-buten-2-ol. En 1941, Favorski recibió el premio Stalin por la introducción de un método para la producción industrial de caucho de isopreno.
Entre sus alumnos se encuentran Serguéi Vasílievich Lébedev, Vladímir Nikoláievich Ipátiev y Aleksandr Yevguénievich Porái-Koshits (Порай-Кошиц, Александр Евгеньевич).

## Galardones y premios
- Ganador del Premio Stalin de primer grado en 1941 para el desarrollo del método industrial de síntesis del caucho de isopreno.
- Ganador del Premio A. M. Bútlerov de la Sociedad rusa de Química-Físico (1929).
- Fue galardonado con cuatro órdenes de Lenin (04/05/1944, 09/12/1944, 03/04/1945, 06/10/1945).
- Fue condecorado con la Orden de la Bandera Roja del Trabajo (25/02/1940).

## Publicaciones
- Al. Faworsky: Isomerisación de los hidrocarburos CnH2n-2. Primer ensayo. Isomerización de acetilenos monosustituidos cuando se calienta con el vino alcalina solución espiritual . En: Journal of Applied Polymer Ciencia . 37, No. 1, 1888 , pp 382-395, doi : 10.1002/prac.18880370133 . Original: Al. Faworsky: Изомеризация однозамещенных ацетиленов при нагревании со спиртовой щелочью . En: Revista de la Federación de Rusia fisicoquímico Sociedad . XIX.
- Al. Faworsky: Isomerisación de los hidrocarburos CnH2n-2. Segundo ensayo. Isomerización de acetilenos y Dimetilallens bisubstituierter bajo la influencia de sodio metálico y la síntesis del ácido acetilencarbon. En: Journal of Applied Polymer Ciencia . 37, No. 1, 1888 , pp 417-431, doi : 10.1002/prac.18880370138 . Original: Al. Faworsky: Изомеризация двузамещенных ацетиленов и диметилаллена под влиянием металлического натрия и синтез ацетиленкарбоновых кислот . En: Revista de la Federación de Rusia fisicoquímico Sociedad . XIX.
- Al. Faworsky: Isomerisación de los hidrocarburos CnH2n-2. Tercer ensayo. Acción de álcali a allylene weingeistigem . En: Journal of Applied Polymer Ciencia . 37, No. 1, 1888 , pp 531-536, doi : 10.1002/prac.18880370147 . Original: Al. Faworsky: Действие спиртовой щелочи на аллилен . En: Revista de la Federación de Rusia fisicoquímico Sociedad . XX.
- La exposición del sodio metálico al etil propilacetileno (Действие металлического натрия на этил-пропилацетилен), Revista de la Federación de Rusia fisicoquímico Sociedad, n º XX
- Al. Faworsky: Acerca de la dimetilacetileno y su tetrabromuro . En: Journal of Applied Polymer Ciencia . 42, N º 1, 1890 , pp 143-149, doi : 10.1002/prac.18900420112 . Original: Al. Faworsky: О диметилацетилене и его тетрабромюре . En: Revista de la Federación de Rusia fisicoquímico Sociedad . XXII.
- Al. Faworsky: Acerca de isomería geométrica de los derivados de bromo de Pseudobutylens . En: Journal of Applied Polymer Ciencia . 42, N º 1, 1890 , pp 149-155, doi : 10.1002/prac.18900420113 . Original: Al. Faworsky: О геометрической изомерии бромопроизводных псевдобутилена . En: Revista de la Federación de Rusia fisicoquímico Sociedad . XXII.
- El efecto del alcohól y los hidrocarburos en Allen dietilénico (Действие спиртовой щелочи на аллен и диэтиленовые углеводороды), Revista de la Federación de Rusia fisicoquímico Sociedad, N º XXIII, en la publicación alemana "Diario de practische Química", Número 44
- Favorskii / Krassuski : El efecto del alcohól en la Dipropargile (Действие спиртовой щелочи на дипропаргиль), N º XXIII, en la publicación alemana "Diario de practische Química", Número 44
- Al. Faworsky: Acerca de Isomerisationserscheinungen en las filas de los alcoholes clorados y los compuestos de carbonilo, óxidos de haloïdsubstituirter Aethylenkohlenwasserstoffe . En: Journal of Applied Polymer Ciencia . 51, No. 1, 1895 , pp 533-563, doi : 10.1002/prac.18950510149 . Original: Al. Faworsky: Исследование изомерных превращений в рядах карбонильных соединений, охлоренных спиртов и галоидозамещенных окисей . En: Revista de la Federación de Rusia fisicoquímico Sociedad . XXVI.